# Wozlakowe (przystanek kolejowy)
Wozlakowe (ukr. Возлякове) – przystanek kolejowy w miejscowości Wozlakowe, w rejonie korosteńskim, w obwodzie żytomierskim, na Ukrainie. Położony jest na linii Białokurowicze – Owrucz.